# Pierre de Savonnières

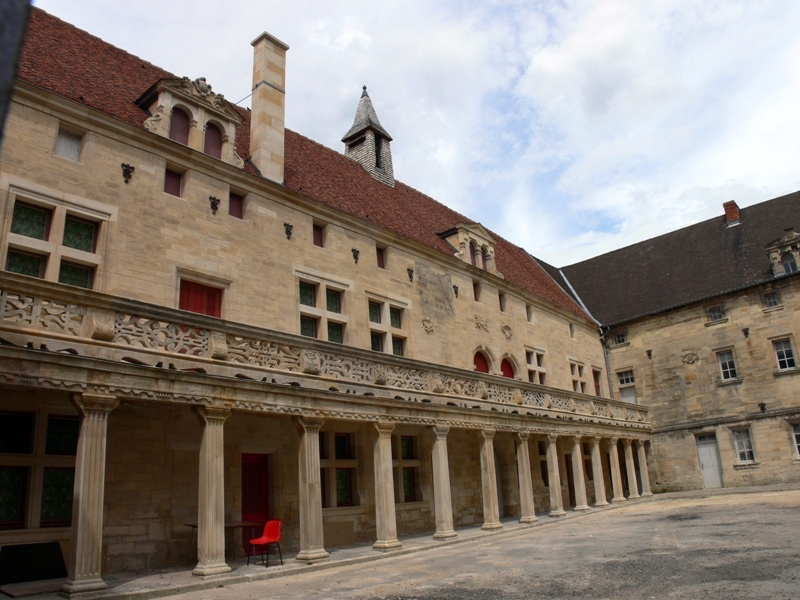
Façade de l'intérieur du Collège Gilles-de-Trèves.

La pierre de Savonnières est un type de pierres utilisé dans la construction de nombreux bâtiments. C'est une pierre de calcaire oolithique vaculolaire et moins coquillier du Jurassique (l'étage Portlandien, 150-145 millions d'années).

## Exploitation

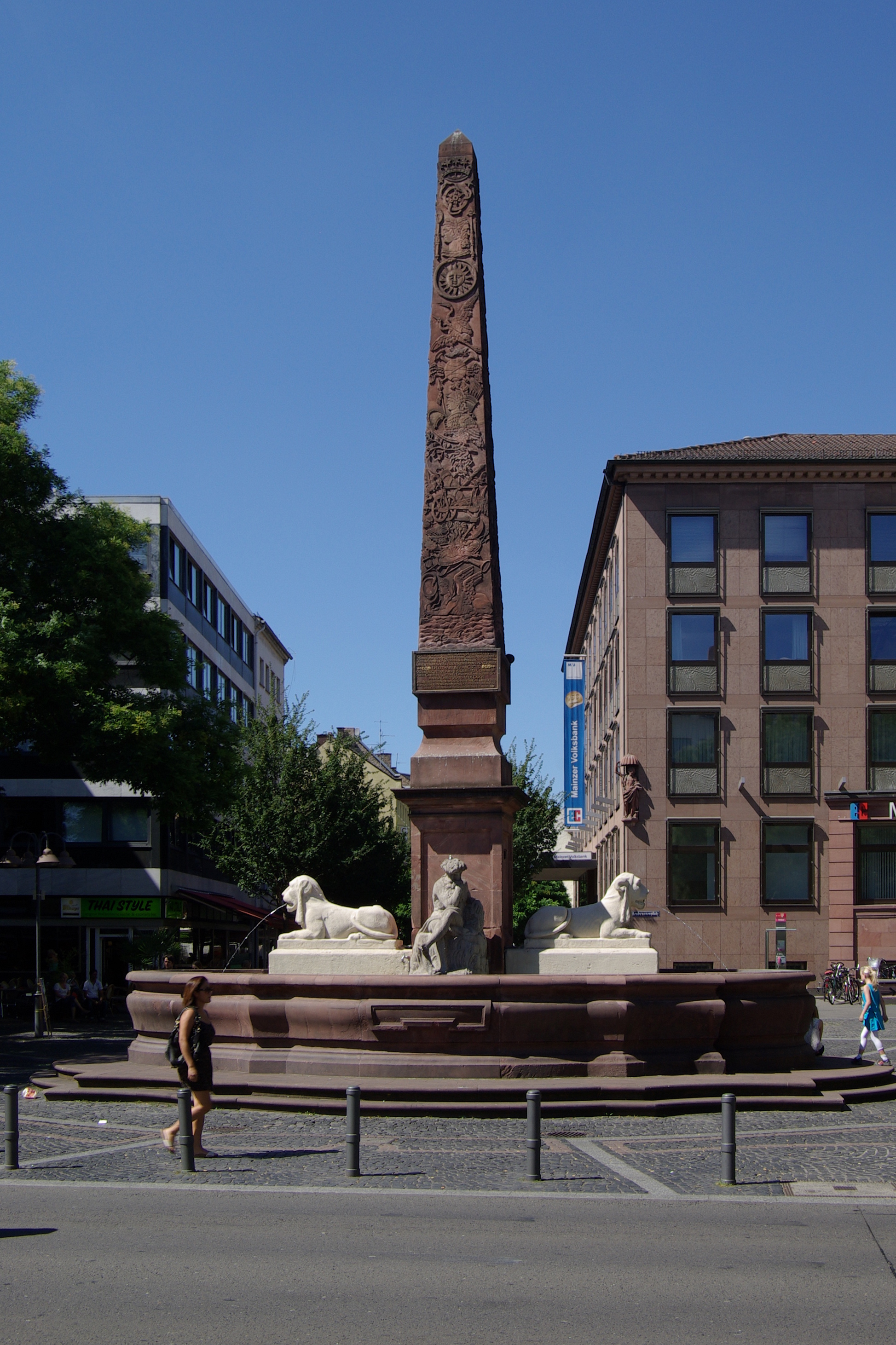
La pierre de Savonnières des lions de la Neubrunnen, à Mayence, leur donne leur couleur blonde caractéristique.

La pierre de Savonnières est exploitée à Savonnières-en-Perthois et Brauvilliers dans le département de la Meuse (Lorraine).

## Coloration
Une légère teneur en oxyde de fer donne à la pierre une couleur blonde caractéristique du Barrois.
Dans la vallée de la Saulx, la présence de cet oxyde ferreux donna lieu à une forte activité de fonderie.

## Caractéristiques
D'un grain très fin et d'une grande facilité de taille, la pierre dite de Savonnières est exploitée depuis des siècles pour l'édification et la sculpture.

## Constructions

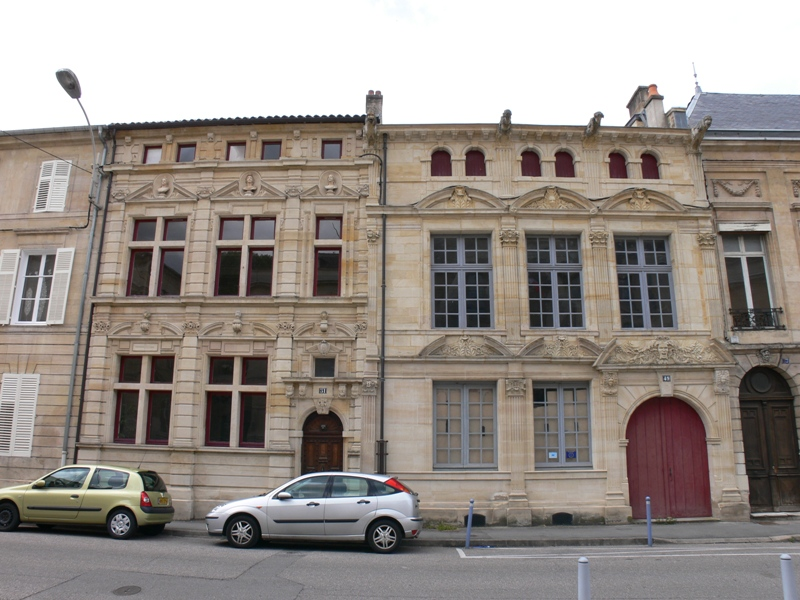
Façades Renaissance, rue du Bourg à Bar-le-Duc.

La plupart des bâtiments du Barrois en Meuse sont édifiés en pierre de Savonnières.
Cette pierre était principalement utilisée, à la fois pour sa résistance et pour sa facilité à la taille, dans la construction des nombreuses façades Renaissance de la ville historique de Bar-le-Duc ainsi que des nombreux châteaux situés dans la vallée de la Saulx.
La pierre de Savonnières est utilisée en rénovation de certains monuments historiques  en remplacement de la pierre de Caen (désormais inexploitée), puisque son grain et ses couleurs sont similaires.
Le château de Mercy, au sud de Metz, fut édifié en 1905 à partir des pierres de Savonnières.